# Gawia-Piaski
Gawia-Piaski (biał. Гаўе-Пяскі, Hauje-Piaski; ros. Гавье-Пяски, Gawje-Piaski) – wieś na Białorusi, w obwodzie grodzieńskim, w rejonie lidzkim, w sielsowiecie Trzeciakowce, nad Gawią.

## Historia
W dwudziestoleciu międzywojennym leżały w Polsce, w województwie nowogródzkim, w powiecie lidzkim.
Po II wojnie światowej w granicach Związku Sowieckiego. Od 1991 w niepodległej Białorusi.